# Marcelo Labarthe
Marcelo Labarthe (ur. 12 sierpnia 1984) – brazylijski piłkarz występujący na pozycji pomocnika.

## Kariera piłkarska
Od 2004 do 2016 roku występował w SC Internacional, Sporting CP, Beira Mar, Vitória, Grêmio, Ventforet Kofu, Uberlândia, Caxias, São José, Comercial, Platania Chanion, Aparecidense, Corinthians USA, Portuguesa i Ypiranga.